# Тодд Мерінґофф
Тодд Мерінґофф (англ. Todd Meringoff; нар. 7 травня 1974) — колишній американський тенісист.
Найвищу одиночну позицію світового рейтингу — 641 місце досяг 13 липня 1998, парну — 343 місце — 20 вересня 1999 року.

## Титули ITF Ф'ючерс

### Парний розряд: (6)
| Ранг | Дата     | Турнір                   | Покриття | Партнер         | Суперники                        | Рахунок       |
| ---- | -------- | ------------------------ | -------- | --------------- | -------------------------------- | ------------- |
| 1.   | Січ 1998 | Індія F2, Чандігарх      | Трава    | Маркус Гільперт | Алі Хамадех Ендрю Рюб            | 6–3, 6–4      |
| 2.   | Бер 1998 | Японія F1, Ісіва         | Ґрунт    | Ендрю Рюб       | Джеймс Грінхелг Ендрю Пейнтер    | 6–4, 6–2      |
| 3.   | Бер 1998 | Японія F2, Сірако (Тіба) | Килим    | Ендрю Рюб       | Ісії Яокі Хіроясу Сато           | 6–0, 6–3      |
| 4.   | Чер 1998 | Канада F1, Місісага      | Тверде   | Алі Хамадех     | Жоселін Робішо Майкл Расселл     | 6–4, 6–7, 6–3 |
| 5.   | Вер 1998 | Швеція F1, Гетеборг      | Тверде   | Мітті Арнолд    | Юель Крістенсен Роберт Ліндстедт | 4–6, 6–4, 6–3 |
| 6.   | Січ 1999 | Індія F2, Ахмадабад      | Тверде   | Ендрю Рюб       | Саймон Ларос Жоселін Робішо      | 7–6, 6–3      |